# Johan van Vogelsanck junior
Johan van Vogelsanck junior (? - >1539) was een Zuid-Nederlands politicus.
Van Vogelsanck junior was peijburgemeester van Venlo in 1497 en 1502, burgemeester van Venlo in 1504 en 1528 en scholtis van Venlo van 1515 tot 1527.
Johan van Vogelsanck junior was de oudste zoon van Johan van Vogelsanck senior en oom van Johan van Vogelsanck III. Hij trouwde in 1509 voor de eerste keer en later voor de 2e keer met Beatrix (Baetzken) Kiespenninck Lenartsdochter. 